# Magyar Sajtó
Magyar Sajtó  (în traducere „Presa maghiară”) a fost un ziar politic de limba maghiară ce a apărut în secolul al XIX-lea. 
János Török l-a fondat și editat la Viena din 15 iunie 1855. Începând din 6 ianuarie 1857 a fost editat la Pesta de Gusztáv Heckenast, fiind redactat de Károly Hajnik, apoi de la 13 martie 1862 de Mór Jókai, de la 1 ianuarie 1863 de János Vajda, de la 1 iulie 1863 de Albert Pákh, de la 1 aprilie 1865 din nou de Károly Hajnik până la 11 decembrie 1865, când ziarul a fuzionat cu Magyar Világ. A apărut de șase ori pe săptămână într-un format mare, din 1 aprilie 1859 de șase ori pe săptămână într-un format mai mic, din 1 aprilie 1865 din nou într-un format mare, dar numai de două ori pe săptămână.